# Coryphantha georgii
Coryphantha georgii, conocido comúnmente como biznaga partida de Palmillas o biznaga partida de Villar, es una especie de planta suculenta perteneciente al género Coryphantha, dentro de la familia Cactaceae. Es endémica del noreste de México (concretamente de los estados mexicanos de Guanajuato, Nuevo León, San Luis Potosí y Tamaulipas).

## Descripción

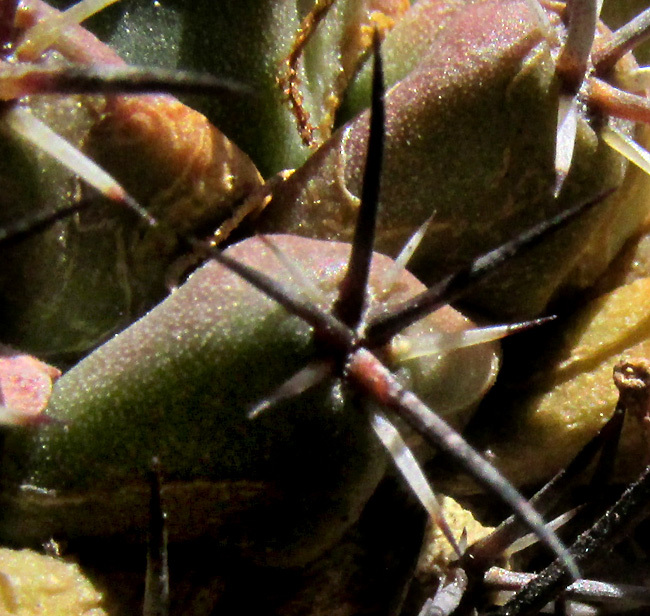
Detalle de la espina y tubérculo

Coryphantha georgii es una especie de cactus pequeño que crece de forma solitaria, aunque a veces puede formar pequeños grupos. Los tallos van de globosos aplanados a claviformes, tienen la epidermis de color verde oscuro brillante y miden hasta 4 cm de alto y unos 7 cm de diámetro. Tienen el ápice lanudo y la raíz es de tipo pivotante.
Los tallos están cubiertos de tubérculos dispuestos de forma laxa en series de 5/8, 8/13 o 13/21 y pueden medir hasta 1,2 cm de largo. Son grandes, algo abultados, cónicos y redondeados. No tienen quilla en la parte inferior, miden hasta 12 mm de largo y están surcados. Las axilas son lanosas ( aunque con la edad se vuelven desnudas) y tienen grandes glándulas de néctar de color anaranjado.
En la punta de los tubérculos se asientan areolas circulares, las cuales presentan de 1 a 3 espinas centrales (rara vez 4) de color gris. Son rígidas, miden hasta 2 cm de largo y están algo curvadas hacia abajo. También tienen de 8 a 9 espinas radiales de hasta 1,2 cm de largo, aunque los ejemplares juveniles sólo tienen 6 espinas. Son aciculares y de color blanco grisáceo con las puntas oscuras. Las inferiores están dispuestas de forma regular y horizontal, y las superiores están muy juntas o en haces.

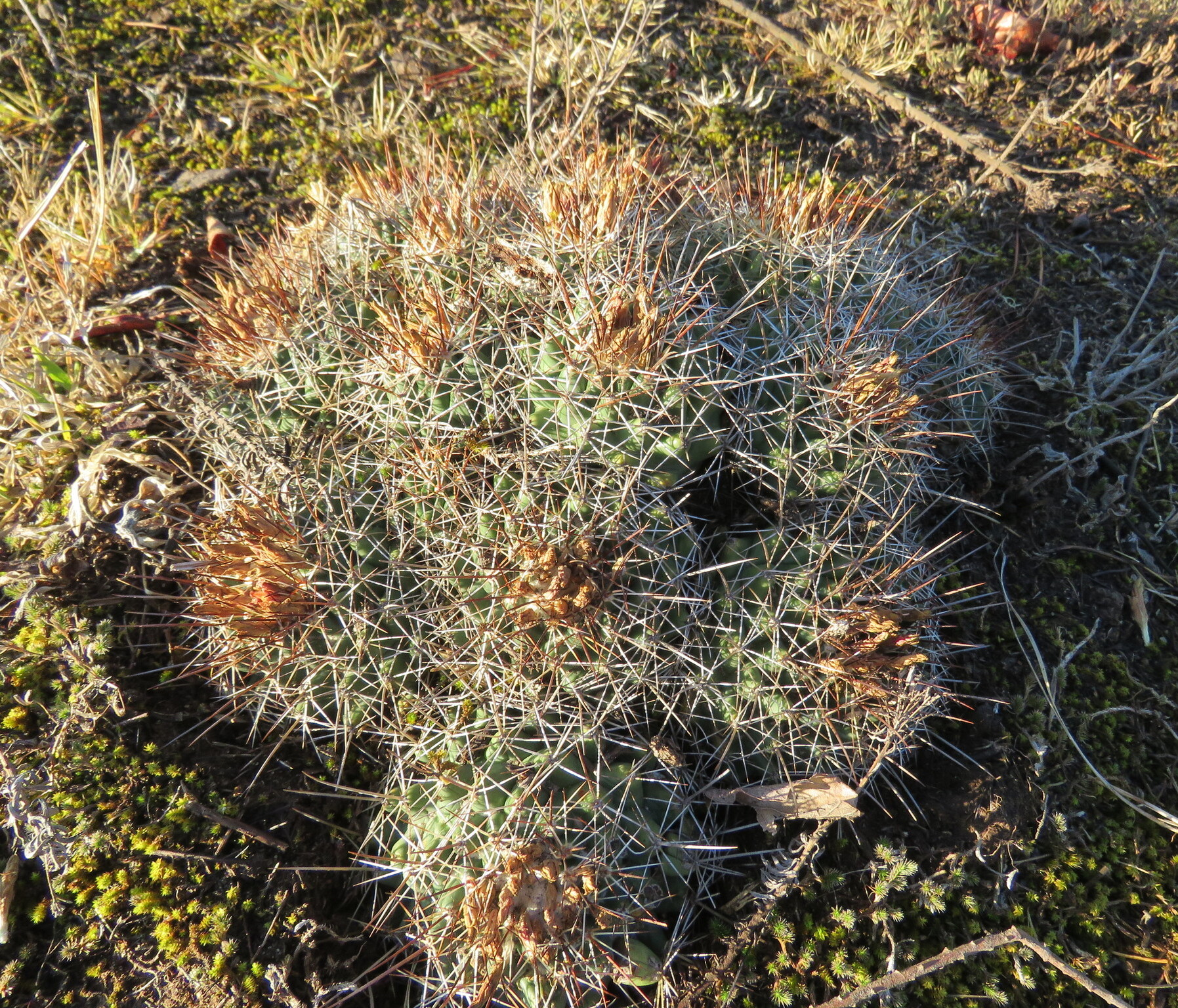
Planta creciendo en grupo

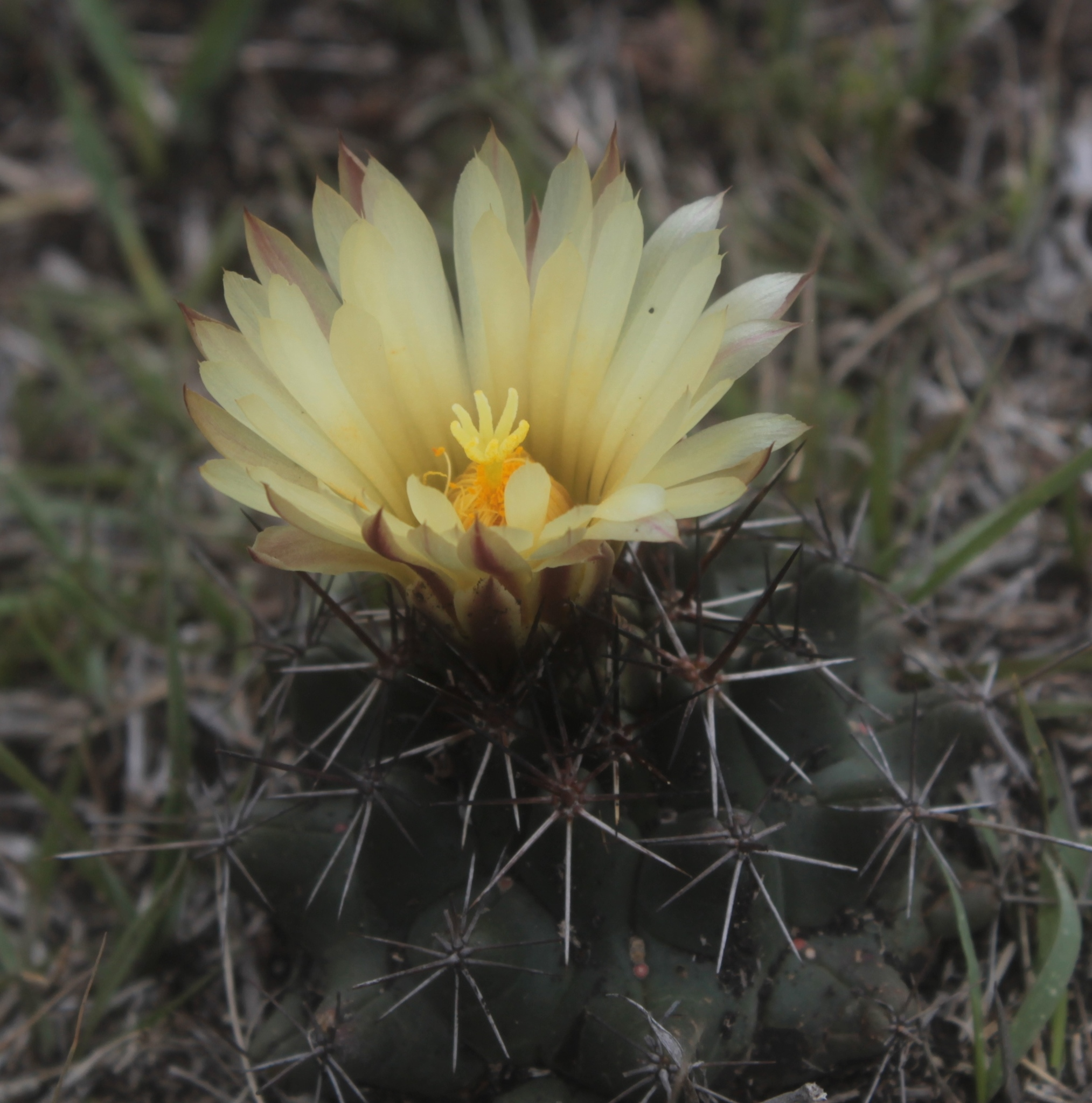
Detalle de la flor

Las flores aparece de forma sub-apical en los tallos y son de color amarillo cremoso pálido o blanco puro, con la garganta de color verde claro. Miden de 2 a 3,5 cm de largo y alcanzan el mismo diámetro. Los frutos son sub-globosos y de color verde. En su interior contienen semillas reniformes y pardas, con las testa reticulada.

## Distribución y hábitat
El área de distribución nativa de esta especie es el noreste de México (concretamente en los estados mexicanos de Guanajuato, Nuevo León, San Luis Potosí y Tamaulipas) y crece principalmente en biomas desérticos o de matorral seco.
Se desarrolla a elevaciones de 1600 a 2400 metros sobre el nivel del mar, sobre suelos volcánicos de llanuras y laderas, detrás de muros rocosos, en pastizales y en claros de bosques de encinos.

## Taxonomía
Coryphantha georgii fue descrita por el botánico alemán Friedrich Bödeker y publicada por primera vez en la revista científica Monatsschrift der Deutschen Kakteen-Gesellschaft 3: 163 en el año 1931.
Etimología
- Coryphantha: nombre genérico que deriva del griego coryphe (que significa 'cima' o 'cabeza'), y anthos (que significa 'flor'), haciendo referencia a que las flores aparecen en el ápice de los tallos.
- georgii: epíteto específico otorgado en honor al coleccionista de cactus Erich Georgi aus Saltillo.[7][8]

## Estado de conservación

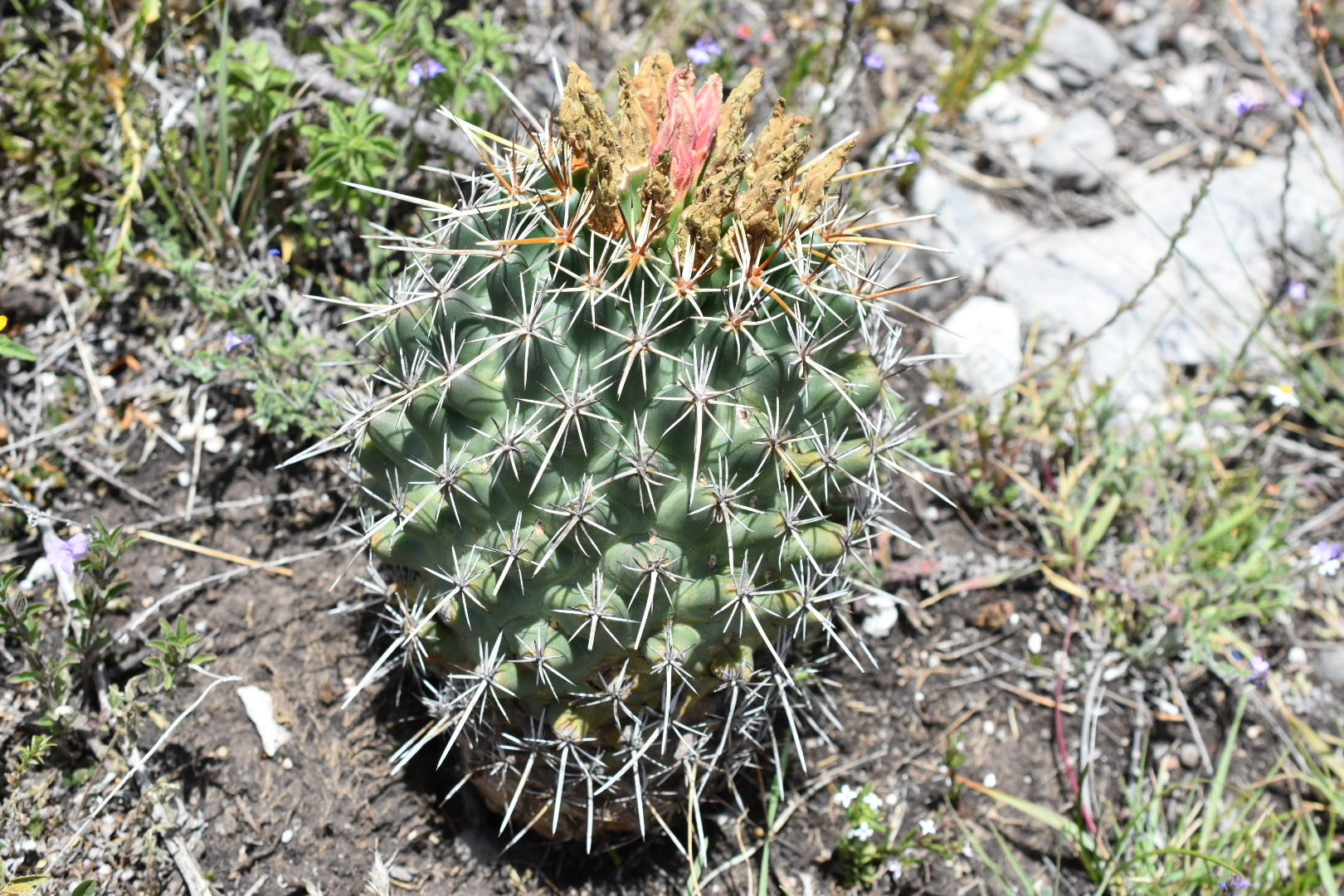
Porte de la planta

En la Lista Roja de Especies Amenazadas de la UICN, la especie está clasificada como de “Preocupación Menor (LC)”.
No se conocen amenazas importantes para la conservación de esta especie, aunque su hábitat se está viendo afectado por la deforestación para la expansión de la agricultura (conversión a pastizales para el ganado), la tala de árboles para obtener madera y el aumento del uso de incendios.

## Usos
Se cultiva principalmente como planta ornamental y su propagación se realiza a través de semillas. Es de crecimiento lento, ya que necesita entre 8 y 12 años para alcanzar su porte típico y definido.